# Kiyokazu Chiba
Kiyokazu Chiba (千葉きよかず or 千葉潔和, Chiba Kiyokazu, nascut el 16 d'abril de 1961 en Gotenbashi, Prefectura de Fukuoka, Japó) és un mangaka japonès. En 1981 treballà com assistent de Motoka Murakami, i per 1988 guanyà el premi "Novençà de l'Any" del Monthly Young Jump. Eixe mateix any al Shonen Sunday, va publicar la seua sèrie de debut Akai Pegasus II Sho, la seqüela de la sèrie Akai Pegasus del seu mestre (Motoka Murakami). Al principi de la seua carrera signava el seua nom amb kanji, i després ho canvià a hiragana.

## Treballs
(escrits sota el nom de Kiyokazu Chiba (千葉きよかず) (hiragana)
- Akai Pegasus II Sho (赤いペガサスII・翔) (escrit per Motoka Murakami)
- Dancing Thunder (ダンシングサンダー)
- Mari no Emono (マリーの獲物)
- Magnitude (マグニチュード) (escrit per Kazuya Kudou)
- Kitsune-bi (狐火)
- DAT 13 (escrit per Kaoru Shintani)
- Battle Freaks (バトルフリークス) (escrit per Konasu Akane)

(written under the name Kiyokazu Chiba (千葉潔和) (kanji)
- Rose Densetsu (ローズ伝説) (escrit per Shinichi Ishihara)
- Knight - Kishi no Shougou (ナイト―騎士の称号) (escrit per Yasushi Matsuda)
- ODAMARI
- Ryuuko (龍子)
- Mask (マスク) (escrit per Osamu Ichino)
- Gyokyu Shojo (剛球少女) (escrit per Seiichi Tanaka)
- Honoo to Koori (炎と氷) (escrit per Fuyuki Shindou)
- Splash!! (スプラッシュ!!) (escrit per Yasushi Matsuda)
- Nihonjuu Kuni Kaisen (日本中国開戦) (escrit per Yukio Kiyasu)
- Lady Eagle (レディイーグル) (escrit per Sho Narumi)